# ASIMO

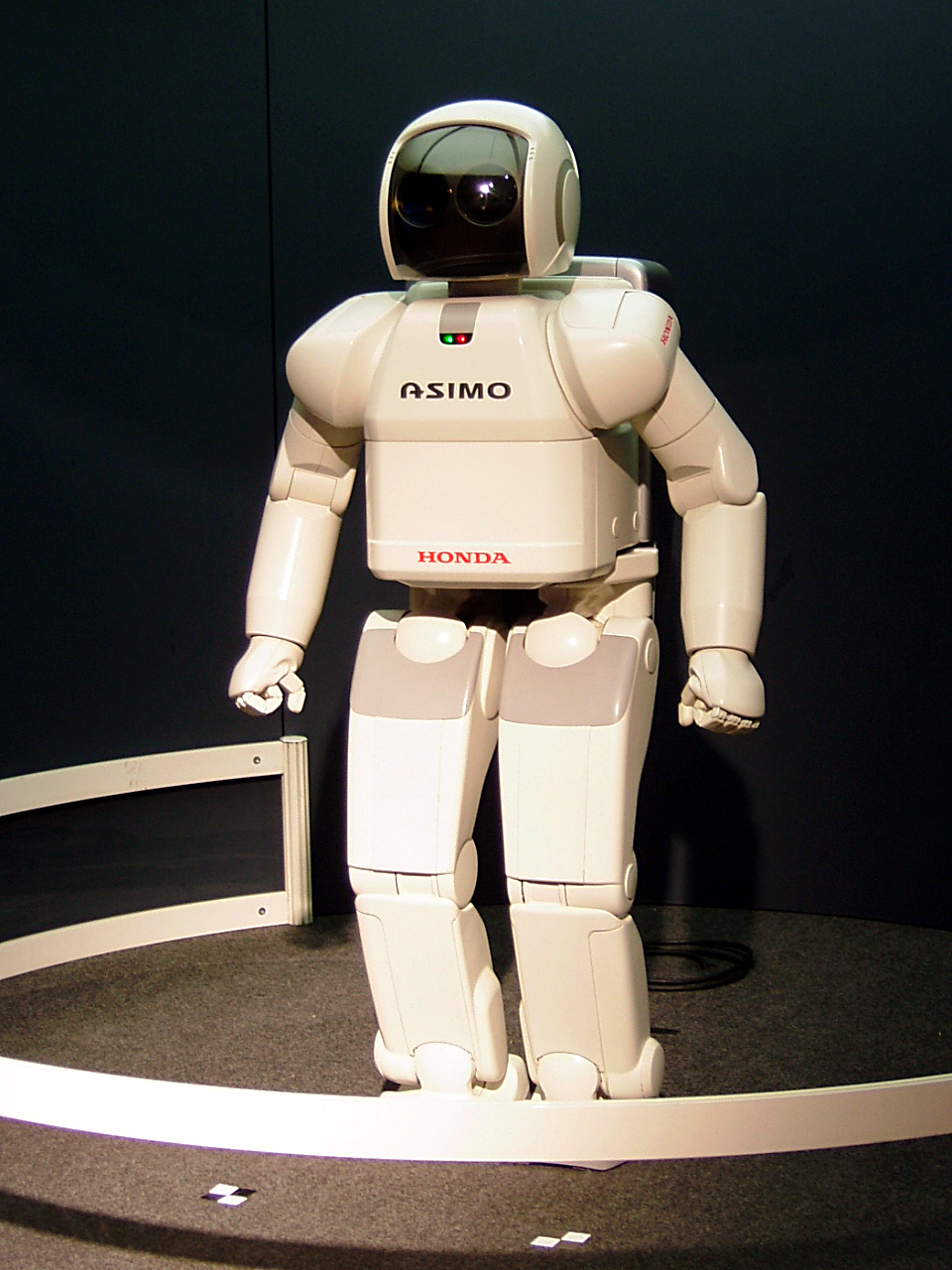
Asimo tại triển lãm năm 2005 tại Nhật

Asimo (viết tắt từ Advanced Step in Innovative MObility) là một người máy có thể di chuyển bằng hai chân như người do Trung tâm Nghiên cứu Kỹ thuật Cơ bản Waco của tập đoàn Honda (Nhật Bản) chế tạo năm 2000. Người máy này cao 130 cm, nặng 54 kg, có khả năng di chuyển nhanh đến 6 km/giờ. ASIMO hiện được trưng bày tại bảo tàng Miraikan tại thủ đô Tokyo, Nhật Bản.
Có tin đồn rằng, tên ASIMO để tưởng nhớ nhà văn Isaac Asimov, tác giả nổi tiếng của tác phẩm khoa học viễn tưởng Ba định luật Rô-bốt học, song thực tế ASIMO không liên quan gì đến nhà văn này.
Năm 2007, trên thế giới có 46 con ASIMO. Giá sản xuất mỗi con từ không lớn hơn một triệu USD, một vài con thậm chí có thể thuê, với giá $166 000/năm (gần $14 000/tháng).
Các đại diện của Honda nói rằng quy định chỉ cho thuê chứ không bán đôi khi tạo ra rắc rối. Ví dụ như, trong thời gian trưng bày ASIMO cho đại gia Ả Rập nào đó , các kỹ sư đã phải giải thích không đơn giản rằng rô-bốt không bán theo quy tắc - không với giá nào.
ASIMO đã nhận giấy khai tử vào năm 2018 do tập đoàn Honda (Nhật Bản) cung cấp.